# Métropole d'Élasson
La Métropole d'Elassóna est un évêché de Grèce. C'est la seule métropole de Thessalie qui n'appartienne pas à l'Église de Grèce mais au Patriarcat œcuménique de Constantinople. Elle a pourtant été provisoirement autorisée à participer à la vie synodale de l'Église orthodoxe de Grèce. Elle est située au nord de la Thessalie, au pied du mont Olympe de Thessalie.

## La cathédrale
- Église Saint-Démétrios d'Élasson.

## Les métropolites
- Charíton (né Chrístos Toúmba) depuis 2014.
- Vasílios (né Kolókas) de 1995 à 2014.
- Sébastien (né Aspiotis dans le village d'Aspiotadès à Corfou en 1913) de 1967 à 1995.

## Le territoire
Il comprend 60 paroisses dont :
- Elassóna    (3 paroisses)
- Dasochorio  (1 paroisse)
- Deskati   (2 paroisses)
- Kranéa  (1 paroisse)
- Livadio  (3 paroisses)
- Tsaritsani  (2 paroisses)

## Monastères
- Monastère masculin de l'Olympiotissis, fondé au XIIIe siècle.
- Monastère féminin de l'Ascension du Sauveur, fondé au XVIe siècle, à Analipsis de Sikéa.

## Solennités locales
- La libération d'Élasson le 6 octobre.

## Les sources
- Le site de la métropole : https://imelassonos.gr/